# Locustella ochotensis
Locustella ochotensis là một loài chim trong họ Locustellidae.